# Leestraat (Baarn)
De Leestraat is een straat in Baarn in de Nederlandse provincie Utrecht. 
De straat slingert als verlengde van de Stationsweg naar het kruispunt waarop de Prins Hendriklaan met vlak daarna de Amalialaan, de Nieuw Baarnstraat, de Laandwarsstraat en de Nieuwstraat uitkomen. 
De Leestraat is een eeuwenoud pad in Baarn. De naam verwijst naar een wetering (lee) die ooit tussen de Laanstraat en de Leestraat aanwezig was. In de buurt van de Leestraat zijn paalafdrukken van een middeleeuwse boerderij aangetroffen. Bebouwing langs de weg ontstond in de negentiende eeuw
Koetshuis Overbosch op nummer 11 is een gemeentelijk monument, evenals het pand op nummer 12. Aan het begin van de straat ligt tegenover nummer 1 Villa Torenzicht een rijksmonument met entree aan de Oranjestraat.